# Потанина (деревня)
Потанина — деревня в Далматовском районе Курганской области. Входит в состав Кривского сельсовета.

## История
До 1917 года входила в состав Кривской волости Шадринского уезда Пермской губернии. По данным на 1926 год село Потанинское состояло из 269 хозяйств. В административном отношении являлось центром Потанинского сельсовета Ольховского района Шадринского округа Уральской области.

## Население
| 1989 | 2002 | 2010 |
| ---- | ---- | ---- |
| 159  | ↗197 | ↘120 |

По данным переписи 1926 года в селе проживало 1123 человека (542 мужчины и 580 женщин), в том числе: русские составляли 100 % населения.